# Hypothyris daphnis
Espèce
Hypothyris daphnis est une espèce d'insectes lépidoptères de la famille des Nymphalidae, de la sous-famille des Danainae et du genre Hypothyris.

## Dénomination
Hypothyris daphnis a été décrit par Romualdo Ferreira d'Almeida (d) en 1945.

## Liste des sous-espèces
- Hypothyris daphnis daphnis  d'Almeida, 1945 ; présent au Brésil
- Hypothyris daphnis amapaensis Brown, 1980 ; présent au Brésil
- Hypothyris daphnis clenchi Brown, 1980 ; présent au Brésil
- Hypothyris daphnis daphnoides d'Almeida, 1945 ; présent au Brésil
- Hypothyris daphnis madeira Brown, 1980 ; présent au Brésil[1].

## Noms vernaculaires
Hypothyris daphnis se nomme Daphnis Tigerwing en anglais.

## Description
Hypothyris daphnis est un papillon à corps fin, aux ailes à apex arrondi et aux ailes antérieures à bord interne concave. Les ailes antérieures sont à base orange jusqu'à une ligne allant du milieu du bord costal à l'angle externe puis taché de blanc et de marron à bordure marron orné d'une ligne submarginale de marques blanches. Les ailes postérieures sont orange avec une ligne marron en zigzag et une bordure marron marquée d'une ligne submarginale de marques blanches.
Le revers est semblable.

## Écologie et distribution
Hypothyris daphnis est présent au Brésil.

### Protection
Pas de statut de protection particulier.